# Angophora crassifolia
Espèce
Synonymes
- Angophora bakeri subsp. crassifolia G.J.Leach[2]
- Angophora crassifolia (G.J.Leach) L.A.S.Johnson & K.D.Hill[3]
- Eucalyptus crassifolia (G.J.Leach) Brooker[2]

Angophora crassifolia est une espèce de plantes de la famille des Myrtaceae.
Selon Plants of the World Online, c'est un synonyme de Angophora bakeri subsp. crassifolia. Selon ce site, c'est un arbuste trouvé dans le centre-est de la Nouvelle Galles du Sud.

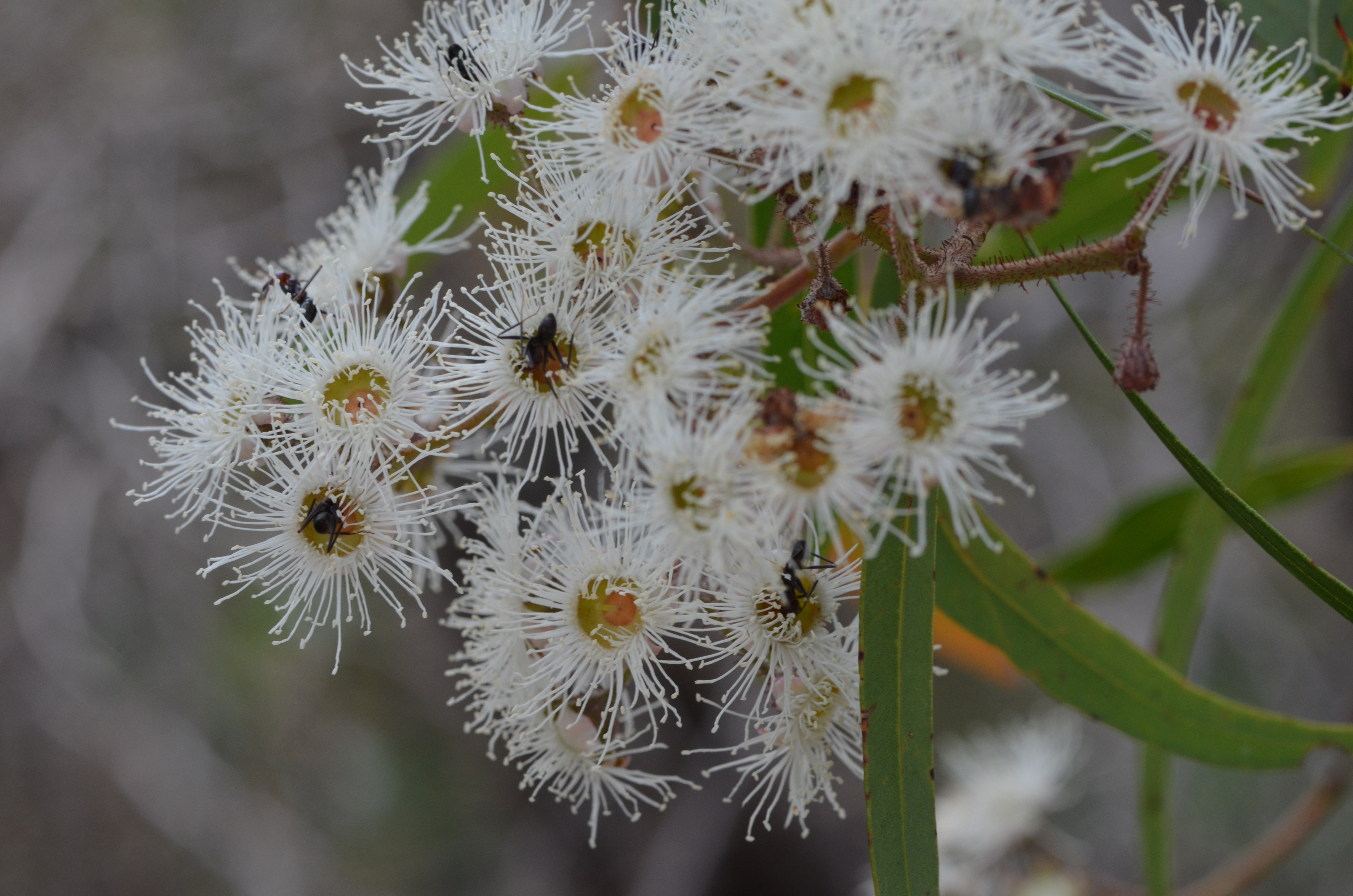
A. crassifolia (à noter:Feuilles adultes longues et lancéolées, pédoncules et pédicelles hispides